# Stokes Peaks
Die Stokes Peaks sind eine Gruppe von bis über 900 m hohen Bergen auf der Adelaide-Insel im Archipel der Adelaide- und Biscoe-Inseln vor der Westküste der Antarktischen Halbinsel. Sie ragen zwischen dem McCallum-Pass und dem Sighing Peak auf der Nordseite der Wright-Halbinsel auf.
Luftaufnahmen entstanden zwischen 1956 und 1957 bei der Falkland Islands and Dependencies Aerial Survey Expedition. Der British Antarctic Survey nahm zwischen 1961 und 1962 Vermessungen vor. Das UK Antarctic Place-Names Committee benannte die Berge 1977 nach Jeffrey Colin Albert Stokes (* 1935), Assistenzgeodät des Falkland Islands Dependencies Survey in der Admiralty Bay (1959–1960) und auf der Adelaide-Insel (1960–1961).